# Army Mule (häst)
Army Mule, född 29 maj 2014 i Pennsylvania i USA, är ett obesegrat engelskt fullblod, mest känd för att ha segrat i Carter Handicap (2018).

## Bakgrund
Army Mule var en brun hingst efter Friesan Fire och under Crafty Toast (efter Crafty Prospector). Han föddes upp av Hope Hill Farm och ägdes av St Elias Stable. Han tränades under tävlingskarriären av Todd Pletcher.
Army Mule tävlade mellan 2017 och 2018 och sprang in totalt 311 400 dollar på 3 starter, varav lika många segrar. Han tog karriärens största segrar i Carter Handicap (2018).

## Karriär
Army Mule tävlade inte som tvååring, utan tog istället sin första seger i april 2017, som treåring. Efter att ha fått en knäskada efter sin första start, blev hans nästa start först i januari 2018. Även där segrade han. Han segrade sedan i grupp 1-löpet Carter Handicap i sin nästa start, som skulle komma att bli hans sista. Han segrade i sina tre löp med sammanlagt tjugotvå längder.
I 2018 World's Best Racehorse Rankings fick Army Mule 119 poäng, vilket rankade honom till den 59:e bästa kapplöpningshästen i världen och den tredje bästa sprintern som tränats i USA.

### Som avelshingst
2019 stallades Army Mule upp som avelshingst på Hill 'n' Dale Farms i Kentucky med en avgift på 10 000 dollar.

## Stamtavla
| Efter Friesan Fire (USA) 2006 | A.P. Indy (USA) 1989         | Seattle Slew     | Bold Reasoning            |
| Efter Friesan Fire (USA) 2006 | A.P. Indy (USA) 1989         | Seattle Slew     | My Charmer                |
| Efter Friesan Fire (USA) 2006 | A.P. Indy (USA) 1989         | Weekend Surprise | Secretariat               |
| Efter Friesan Fire (USA) 2006 | A.P. Indy (USA) 1989         | Weekend Surprise | Lassie Dear               |
| Efter Friesan Fire (USA) 2006 | Bollinger (AUS) 1999         | Dehere (USA)     | Deputy Minister (CAN)     |
| Efter Friesan Fire (USA) 2006 | Bollinger (AUS) 1999         | Dehere (USA)     | Sister Dot                |
| Efter Friesan Fire (USA) 2006 | Bollinger (AUS) 1999         | Bint Marscay     | Marscay                   |
| Efter Friesan Fire (USA) 2006 | Bollinger (AUS) 1999         | Bint Marscay     | Eau d'Etoile (NZ)         |
| Undan Crafty Toast (USA) 1995 | Crafty Prospector (USA) 1979 | Mr. Prospector   | Raise a Native            |
| Undan Crafty Toast (USA) 1995 | Crafty Prospector (USA) 1979 | Mr. Prospector   | Gold Digger               |
| Undan Crafty Toast (USA) 1995 | Crafty Prospector (USA) 1979 | Real Crafty Lady | In Reality                |
| Undan Crafty Toast (USA) 1995 | Crafty Prospector (USA) 1979 | Real Crafty Lady | Princess Roycraft         |
| Undan Crafty Toast (USA) 1995 | Give A Toast (USA) 1983      | Storm Bird (CAN) | Northern Dancer           |
| Undan Crafty Toast (USA) 1995 | Give A Toast (USA) 1983      | Storm Bird (CAN) | South Ocean               |
| Undan Crafty Toast (USA) 1995 | Give A Toast (USA) 1983      | Salud            | Raise A Cup               |
| Undan Crafty Toast (USA) 1995 | Give A Toast (USA) 1983      | Salud            | Our Jackie (Family: 20-a) |